# Gmina Miłosław
Die Gmina Miłosław ist eine Stadt-und-Land-Gemeinde im Powiat Wrzesiński der Woiwodschaft Großpolen in Polen. Ihr Sitz ist die gleichnamige Stadt (deutsch Miloslaw, 1943 zunächst Umbenennung in Liebenau, dann bis 1945 Liebenstädt) mit etwa 3600 Einwohnern.

## Gliederung
Zur Stadt-und-Land-Gemeinde gehören neben der Stadt Miłosław weitere 16 Dörfer (deutsche Namen, amtlich bis 1945) mit einem Schulzenamt.
| - Białe Piątkowo (Bialepiatkowo, 1939–1945 Freitagsheim) - Biechowo (Biechowo, 1939–1945 Lorenzdorf) - Bugaj (Bugaj, 1939–1945 Bügen) - Chlebowo (Chlebowo, 1939–1945 Schleborg) - Czeszewo (Czeszewo, 1939–1945 Zeugnersruh) - Gorzyce - Kębłowo - Kozubiec - Książno (Ksiazno, 1939–1943 Schondorf, 1943–1945 Schondorf (Kr. Wreschen)) | - Lipie (Lipie, 1939–1945 Linden) - Mikuszewo (Mikuszewo, 1939–1945 Meinitz) - Nowa Wieś Podgórna (Nowawies Podg., 1939–1945 Neudorf a/B.) - Orzechowo (Orzechowo, 1939–1945 Haseltal) - Pałczyn (Palczyn, 1939–1945 Pfalzhof) - Rudki (Rudki, 1939–1945 Erzdorf) - Skotniki |

Weitere Ortschaften der Gemeinde sind Bagatelka, Biechówko, Chrustowo, Czeszewo-Budy, Franulka und Szczodrzejewo.

## Verkehr
Miłosław hat einen Bahnhof an der nur noch im Güterverkehr betriebenen Bahnstrecke Jarocin–Gniezno, weitere befinden sich in den Dörfern Orzechowo und Książno.